# Marco Aurélio Ribeiro Barbieri
Marco Aurélio Ribeiro Barbieri (nacido el 27 de marzo de 1983, São Paulo), más conocido como Marco Aurélio, es un futbolista brasileño que juega de lateral izquierdo para el club chipriota Aris de Limassol.
Aurélio ha jugado previamente en la Super Liga de Grecia para Aris y Panserraikos.

## Clubes
| Club                  | País   | Año           |
| --------------------- | ------ | ------------- |
| Atlético Taquaritinga | Brasil | 2000 - 2001   |
| Corinthians           | Brasil | 2003 - 2006   |
| União São João        | Brasil | 2006 - 2007   |
| Aris Salónica         | Grecia | 2007 - 2009   |
| Panserraikos          | Grecia | 2008 - 2009   |
| Portuguesa            | Brasil | 2009          |
| Rio Claro             | Brasil | 2010          |
| Veria                 | Grecia | 2010-2011     |
| Olympiakos Nicosia    | Grecia | 2011-2012     |
| Ethnikos Achnas       | Grecia | 2012-2014     |
| Nea Salamina          | Chipre | 2014-2015     |
| Aris Limassol FC      | Chipre | 2016          |
| AEZ Zakakiou          | Chipre | 2016          |
| Aris Limassol FC      | Chipre | 2017-presente |